# سویز بیتز
سویز بیتز (به انگلیسی: Swizz Beatz) (زاده ۳ سپتامبر ۱۹۷۸) خواننده، تهیه‌کننده موسیقی آمریکایی است.
از فیلم‌های معروف او می‌توان به بازی در فیلم احمق و احمق‌تر ۲ اشاره کرد.
او همسر آلیشا کیز است.